# Sainte-Croix-Vallée-Française
Sainte-Croix-Vallée-Française är en kommun i departementet Lozère i regionen Occitanien i södra Frankrike. Kommunen ligger i kantonen Barre-des-Cévennes som tillhör arrondissementet Florac. År 2022 hade Sainte-Croix-Vallée-Française 305 invånare.

## Befolkningsutveckling
Antalet invånare i kommunen Sainte-Croix-Vallée-Française
| Referens: INSEE |